# NGC 1779
NGC 1779 (również PGC 16713) – galaktyka spiralna z poprzeczką (SB0-a), znajdująca się w gwiazdozbiorze Erydanu. Odkrył ją William Herschel 30 stycznia 1786 roku.